# Kerekegyháza
Kerekegyháza è una città dell'Ungheria situato nella contea di Bács-Kiskun, nell'Ungheria meridionale di 6 225 abitanti (dati 2009)

## Società

### Evoluzione demografica
Secondo i dati del censimento 2001 il 96,5% degli abitanti è di etnia ungherese

## Gemellaggio
- Hamuliakovo, dal 1994[3]